# بالح
بالح أو باليح الكيشي وهو الملك السومري الرابع عشر لسلالة كيش الأولى والذي خلف الملك إيتانا صاحب الملحمة الشهيرة حسب قائمة الملوك السومريين وحكم في حوالي سنة 2900 ق م وجاء بعده إنمي نونا.